# Karl Busch (Kunsthistoriker)
Karl Busch (* 25. Juni 1905 in München; † 9. Oktober 1964 ebenda) war ein deutscher Kunsthistoriker.
Karl Busch war ein Sohn des Bildhauers Georg Busch (1862–1943). Er studierte Kunstgeschichte an der Universität München und wurde 1930 bei Wilhelm Pinder promoviert. Anschließend war er bis zu seinem Tode als Konservator an den Bayerischen Staatsgemäldesammlungen in München tätig.
Verheiratet war er mit der Malerin und Restauratorin Angelina Hieronymi (1902–1980), der Tochter des Malers und Gemälde-Restaurators Robert Philipp Hieronymi.

## Veröffentlichungen (Auswahl)
- Regensburger Kirchenbaukunst 1160–1280. In: Verhandlungen des Historischen Vereins für Oberpfalz und Regensburg 82, 1932, S. 1–191 (Dissertation, Digitalisat).
- Raum- und Zeitgesetze deutscher Kunst. Eine allgemeine Einführung. Metzner, Berlin 1935.
- mit Bernhard Hermann Röttger, Max Goering: Bezirksamt Kirchheimbolanden (= Die Kunstdenkmäler von Bayern, VI. Regierungsbezirk Pfalz, Band 7). München 1938.
- mit Hans Reuther: Welcher Stil ist das? Die abendländischen Stile mit ihren Grundlagen in der Antike und im Alten Orient. Stuttgart 1958.
- August Weckbecker 1888–1939. Schnell & Steiner, München / Zürich 1963.
- Die Ottobeurer Gemäldegalerie. In: Ottobeuren 764–1964. Augsburg 1964, S. 219–319.